# Blumhouse Productions
Blumhouse Productions é uma produtora americana de cinema e televisão, fundada por Jason Blum. Blumhouse produz filmes de terror de baixo orçamento, como Insidious, Split, The Purge, Happy Death Day, Upgrade, Sinister, Paranormal Activity, Halloween, e The Gift. Blumhouse também produziu filmes dramáticos, como Whiplash, Get Out e BlacKkKlansman, que receberam indicações para o Oscar de melhor filme. A empresa também produziu The Normal Heart, que ganhou em 2014 o Prêmio Emmy do Primetime de Melhor Filme Feito Para Televisão. Blumhouse trabalhou com diretores como Jordan Peele, James Wan, Mike Flanagan, James DeMonaco e M. Night Shyamalan.
Em 2014, a empresa assinou um contrato de 10 anos com a Universal Pictures.

## Visão geral
De acordo com várias histórias, o modelo da empresa é produzir filmes de forma independente e divulgá-los através do sistema de estúdio. O modelo de baixo orçamento da Blumhouse começou em 2009 com Paranormal Activity, que foi feita por US$ 15,000. O filme foi lançado pela Paramount Pictures e arrecadou mais de 193 milhões de dólares em todo o mundo. A Blumhouse produziu Insidious, que arrecadou mais de 97 milhões de dólares em todo o mundo com um orçamento de 1,5 milhão de dólares, e Sinister, que arrecadou mais de 77 milhões de dólares em todo o mundo a partir de um orçamento de 3 milhões de dólares. Em 2014, a Blumhouse assinou um acordo com a Universal Pictures. Blumhouse está atualmente apoiando a rede digital de Jack Davis e Eli Roth, chamada Crypt TV, onde lançam curtas de terror e outros conteúdos nas mídias sociais. Em 11 de maio de 2016, a Blumhouse lançou seu podcast intitulado Shock Waves com os apresentadores Rob Galluzzo, Elric Kane, Rebeca McKendry e Ryan Turek. Em 16 de janeiro de 2018, foi anunciado que o podcast de horror de Mick Garris, Post Mortem, se juntaria à rede de podcasts da Blumhouse.
Blumhouse trabalhou com diretores como James Wan, Mike Flanagan, James DeMônaco, M. Night Shyamalan e Scott Derrickson. Os filmes de Blumhouse incluem o primeiro da Universal Pictures, The Purge, estrelado por Ethan Hawke que estreou em 7 de junho de 2013, Insidious: Chapter 2, lançado em 13 de setembro de 2013 Paranormal Activity: The Marked Ones, lançado em 3 de janeiro de 2014. Filmes que a companhia produziu em 2014 incluem Stretch, que foi lançado em 7 de outubro, The Purge: Anarchy, que estreou no dia 18 de julho, com Jessabelle para a Lionsgate Entertainment, que foi lançado em 7 de novembro. e Whiplash, lançado em 10 de outubro de 2014. Em 2015, Blumhouse produziu Unfriended, Insidious: Chapter 3, Creep, The Gift e The Visit. Em 2016, Blumhouse produziu Hush, The Purge: Election Year, In a Valley of Violence e Ouija: Origin of Evil. Em 2017, a Blumhouse produziu o Split, o Get Out, o Happy Death Day e o Creep 2.
No lado televisivo, Blumhouse fez um primeiro acordo com a Lionsgate, e a companhia produziu a série de curta duração Stranded para Syfy, The River com a Amblin Television para a ABC. Para o Halloween de 2012, Blumhouse abriu o Blumhouse of Horrors, uma experiência de casa assombrada e interativa no centro de Los Angeles. Recentemente, Blumhouse fez um acordo com a Universal Television e lançou uma série de televisão baseada na franquia The Purge em 2018.
Em 9 de setembro de 2014, a Blumhouse criou o BH Tilt, dedicado a gerar filmes da Blumhouse e outros cineastas para lançamentos em multiplataformas. Os lançamentos de BH Tilt são The Green Inferno, The Darkness, Incarnate, The Resurrection of Gavin Stone, The Belko Experiment, Sleight, Lowriders, Birth of the Dragon e Upgrade.
Em 11 de novembro de 2014, a empresa lançou a Blumhouse Books, dedicada a que cineastas e autores criassem romances originais de terror e suspense. Os primeiros lançamentos são The Blumhouse Book of Nightmares: The Haunted City (2015), The Apartment (2016), Feral (2017), Meddling Kids (2017) e Haunted Nights (2017).
Jason Blum falou duas vezes com Joel Silver sobre uma co-produção com a Dark Castle Entertainment para a Universal distribuir, mas eles ainda não encontraram o projeto certo.
Em 23 de maio de 2016, foi anunciado que Blumhouse, Miramax e Trancas estariam desenvolvendo um novo filme da franquia Halloween. John Carpenter está pronto para produzir o projeto e atuar como consultor criativo. John Carpenter declarou: "Trinta e oito anos depois do Halloween original, eu vou ajudar a tentar fazer da 10.ª sequência a mais assustadora de todas". O filme foi lançado em 19 de outubro de 2018 sob o título de Halloween, e foi escrito por David Gordon Green e Danny McBride e dirigido por Green.
Em 26 de abril de 2017 M. Night Shyamalan anunciou em seu Twitter que a Blinding Edge Pictures, a Blumhouse, a Touchstone Pictures e a Universal Pictures lançarão Glass, a continuação de Unbreakable (2000) e Split (2017). O filme está previsto para ser lançado em 18 de janeiro de 2019.
Em maio de 2017, o produtor Jason Blum confirmou que Blumhouse estaria trabalhando na adaptação cinematográfica do bem sucedido jogo indie de terror, Five Nights at Freddy's depois de garantir os direitos da Warner Bros. Pictures, que inicialmente anunciou a adaptação do filme em abril de 2015. Blumhouse estará trabalhando junto com o criador dos jogos, Scott Cawthon, para fazer o filme. Em fevereiro de 2018, foi anunciado que Chris Columbus iria dirigir e escrever o filme, além de produzi-lo ao lado de Blum e Cawthon. Em 2022, Chris deixa o projeto, e é substituído por Emma Tammi.
Em 1º de agosto de 2017, foi anunciado que a DreamWorks Animation estaria trabalhando no primeiro filme de animação de Blumhouse, Spooky Jack.
O filme está previsto para ser lançado em 17 de setembro de 2021.

## Produções

### Filmes
| Ano  | Filme                                    | Diretor                       | Lançamento               | Orçamento    | Receita        |
| ---- | ---------------------------------------- | ----------------------------- | ------------------------ | ------------ | -------------- |
| 2006 | Griffin & Phoenix                        | Ed Stone                      | 20 de novembro de 2006   | $500 000     | $1,4 milhões   |
| 2007 | The Fever                                | Carlo Gabriel Nero            | 13 de junho de 2007      | —            | —              |
| 2007 | The Darwin Awards                        | Finn Taylor                   | 31 de julho de 2007      | —            | $309 408       |
| 2008 | Graduation                               | Mike Mayer                    | 2 de maio de 2008        | —            | —              |
| 2009 | Paranormal Activity                      | Oren Peli                     | 22 de setembro de 2009   | $15 000      | $193,4 milhões |
| 2010 | Paranormal Activity 2                    | Tod Williams                  | 22 de outubro de 2010    | $3 milhões   | $177,5 milhões |
| 2011 | Insidious                                | James Wan                     | 1 de abril de 2011       | $1,5 milhões | $97 milhões    |
| 2011 | Paranormal Activity 3                    | Henry Joost Ariel Schulman    | 21 de outubro de 2011    | $5 milhões   | $207 milhões   |
| 2012 | The Babymakers                           | Jay Chandrasekhar             | 3 de agosto de 2012      | —            | $475 511       |
| 2012 | Sinister                                 | Scott Derrickson              | 12 de outubro de 2012    | $3 milhões   | $77,7 milhões  |
| 2012 | Paranormal Activity 4                    | Henry Joost Ariel Schulman    | 19 de outubro de 2012    | $5 milhões   | $142,8 milhões |
| 2012 | The Bay                                  | Barry Levinson                | 2 de novembro de 2012    | $2 milhões   | $1,6 milhões   |
| 2013 | Dark Skies                               | Scott Stewart                 | 22 de fevereiro de 2013  | $3,5 milhões | $26,4 milhões  |
| 2013 | The Lords of Salem                       | Rob Zombie                    | 19 de abril de 2013      | $1,5 milhões | $1,5 milhões   |
| 2013 | The Purge                                | James DeMonaco                | 7 de junho de 2013       | $3 milhões   | $89,3 milhões  |
| 2013 | Insidious: Chapter 2                     | James Wan                     | 13 de setembro de 2013   | $5 milhões   | $161,9 milhões |
| 2013 | Plush                                    | Catherine Hardwicke           | 13 de setembro de 2013   | $2 milhões   | $28 864        |
| 2013 | Best Night Ever                          | Jason Friedberg Aaron Seltzer | 26 de dezembro de 2013   | —            | $289 511       |
| 2014 | Paranormal Activity: The Marked Ones     | Christopher Landon            | 3 de janeiro de 2014     | $5 milhões   | $90,9 milhões  |
| 2014 | Oculus                                   | Mike Flanagan                 | 11 de abril de 2014      | $5 milhões   | $44 milhões    |
| 2014 | 13 Sins                                  | Daniel Stamm                  | 18 de 1 de abril de 2014 | $4 milhões   | $826 252       |
| 2014 | Not Safe for Work                        | Joe Johnston                  | 9 de maio de 2014        | $2,5 milhões | —              |
| 2014 | The Normal Heart                         | Ryan Murphy                   | 25 de maio de 2014       | —            | —              |
| 2014 | The Purge: Anarchy                       | James DeMonaco                | 18 de julho de 2014      | $9 milhões   | $111,9 milhões |
| 2014 | Mockingbir                               | Bryan Bertino                 | 7 de outubro de 2014     | —            | —              |
| 2014 | Mercy                                    | Peter Cornwell                | 7 de outubro de 2014     | —            | —              |
| 2014 | Stretch                                  | Joe Carnahan                  | 7 de outubro de 2014     | $5 milhões   | —              |
| 2014 | Whiplash                                 | Damien Chazelle               | 10 de outubro de 2014    | $3,3 milhões | $49 milhões    |
| 2014 | The Town That Dreaded Sundown            | Alfonso Gomez-Rejon           | 16 de outubro de 2014    | —            | —              |
| 2014 | Ouija                                    | Stiles White                  | 24 de outubro de 2014    | $5 milhões   | $103,6 milhões |
| 2014 | Jessabelle                               | Kevin Greutert                | 7 de novembro de 2014    | —            | $7 milhões     |
| 2015 | The Boy Next Door                        | Rob Cohen                     | 23 de janeiro de 2015    | $4 milhões   | $52,4 milhões  |
| 2015 | The Lazarus Effect                       | David Gelb                    | 27 de fevereiro de 2015  | $3,3 milhões | $38,4 milhões  |
| 2015 | Unfriended                               | Leo Gabriadze                 | 17 de abril de 2015      | $1 milhões   | $64,1 milhões  |
| 2015 | Area 51                                  | Oren Peli                     | 15 de maio de 2015       | $5 milhões   | $7,556 milhões |
| 2015 | Insidious: Chapter 3                     | Leigh Whannell                | 5 de junho de 2015       | $10 milhões  | $113 milhões   |
| 2015 | Creep                                    | Patrick Brice                 | 23 de junho de 2015      | —            | —              |
| 2015 | Exeter                                   | Marcus Nispel                 | 2 de julho de 2015       | $2 milhões   | $291 097       |
| 2015 | The Gallows                              | Chris Lofing Travis Cluff     | 10 de julho de 2015      | $100 000     | $43 milhões    |
| 2015 | The Gift                                 | Joel Edgerton                 | 7 de agosto de 2015      | $5 milhões   | $59 milhões    |
| 2015 | Sinister 2                               | Ciaran Foy                    | 21 de agosto de 2015     | $10 milhões  | $52,9 milhões  |
| 2015 | The Visit                                | M. Night Shyamalan            | 11 de setembro de 2015   | $5 milhões   | $98,5 milhões  |
| 2015 | The Green Inferno                        | Eli Roth                      | 25 de setembro de 2015   | $5 milhões   | $12,9 milhões  |
| 2015 | Paranormal Activity: The Ghost Dimension | Gregory Plotkin               | 23 de outubro de 2015    | $10 milhões  | $78,9 milhões  |
| 2015 | Jem and the Holograms                    | Jon M. Chu                    | 23 de outubro de 2015    | $5 milhões   | $2,3 milhões   |
| 2016 | Visions                                  | Kevin Greutert                | 19 de janeiro de 2016    | —            | $1 milhão      |
| 2016 | Curve                                    | Iain Softley                  | 19 de janeiro de 2016    | —            | —              |
| 2016 | The Veil                                 | Phil Joanou                   | 19 de janeiro de 2016    | $4 milhões   | —              |
| 2016 | Martyrs                                  | Kevin Goetz Michael Goetz     | 22 de janeiro de 2016    | $1 milhão    | —              |
| 2016 | Hush                                     | Mike Flanagan                 | 8 de abril de 2016       | $1 milhão    | —              |
| 2016 | The Darkness                             | Greg McLean                   | 13 de maio de 2016       | $4 milhões   | $10,9 milhões  |
| 2016 | The Purge: Election Year                 | James DeMonaco                | 1 de julho de 2016       | $10 milhões  | $118,6 milhões |
| 2016 | Viral                                    | Henry Joost Ariel Schulman    | 29 de julho de 2016      | —            | $551 760       |
| 2016 | In a Valley of Violence                  | Ti West                       | 21 de outubro de 2016    | —            | $61 797        |
| 2016 | Ouija: Origin of Evil                    | Mike Flanagan                 | 21 de outubro de 2016    | $9 milhões   | $81,7 milhões  |
| 2016 | Incarnate                                | Brad Peyton                   | 2 de dezembro de 2016    | $5 milhões   | $9 milhões     |
| 2017 | Split                                    | M. Night Shyamalan            | 20 de janeiro de 2017    | $9 milhões   | $278,5 milhões |
| 2017 | The Resurrection of Gavin Stone          | Dallas Jenkins                | 20 de janeiro de 2017    | $2 milhões   | $2,3 milhões   |
| 2017 | Get Out                                  | Jordan Peele                  | 24 de fevereiro de 2017  | $4,5 milhões | $255 milhões   |
| 2017 | The Belko Experiment                     | Greg McLean                   | 17 de março de 2017      | $5 milhões   | $11,1 milhões  |
| 2017 | Sleight                                  | J.D. Dillard                  | 28 de abril de 2017      | $250 000     | $4 milhões     |
| 2017 | Lowriders                                | Ricardo de Montreuil          | 12 de março de 2017      | $916 000     | $6,3 milhões   |
| 2017 | Birth of the Dragon                      | George Nolfi                  | 25 de agosto de 2017     | —            | $7,2 milhões   |
| 2017 | Happy Death Day                          | Christopher B. Landon         | 13 de outubro de 2017    | $4,8 milhões | $122,6 milhões |
| 2017 | Creep 2                                  | Patrick Brice                 | 24 de outubro de 2017    | —            | —              |
| 2017 | Amityville: The Awakening                | Franck Khalfoun               | 28 de outubro de 2017    | —            | $7,7 milhões   |
| 2017 | Like.Share.Follow.                       | Glenn Gers                    | 31 de outubro de 2017    | —            | —              |
| 2017 | Totem                                    | Marcel Sarmiento              | 31 de outubro de 2017    | —            | —              |
| 2018 | Insidious: The Last Key                  | Adam Robitel                  | 5 de janeiro de 2018     | $10 milhões  | $167,9 milhões |
| 2018 | Benji                                    | Brandon Camp                  | 16 de março de 2018      | $6 milhões   | —              |
| 2018 | Family Blood                             | Sonny Mallhi                  | 16 de março de 2018      | —            | —              |
| 2018 | Truth or Dare                            | Jeff Wadlow                   | 13 de abril de 2018      | $3,5 milhões | $95,3 milhões  |
| 2018 | Stephanie                                | Akiva Goldsman                | 17 de abril de 2018      | —            | —              |
| 2018 | Delirium                                 | Dennis Iliadis                | 22 de maio de 2018       | —            | $377,679       |
| 2018 | Upgrade                                  | Leigh Whannell                | 1 de junho de 2018       | $3 milhões   | $16,6 milhões  |
| 2018 | The First Purge                          | Gerard McMurray               | 4 de julho de 2018       | $13 milhões  | $137 milhões   |
| 2018 | Unfriended: Dark Web                     | Stephen Susco                 | 24 de junho de 2018      | $1 milhão    | $16,2 milhões  |
| 2018 | The Keeping Hours                        | Karen Moncrieff               | 24 de julho de 2018      | —            | —              |
| 2018 | BlacKkKlansman                           | Spike Lee                     | 10 de agosto de 2018     | $15 milhões  | $90,6 milhões  |
| 2018 | Seven in Heaven                          | Chris Eigeman                 | 5 de outubro de 2018     | —            | —              |
| 2018 | Halloween                                | David Gordon Green            | 19 de outubro de 2018    | $10 milhões  | $253,7 milhões |
| 2018 | Cam                                      | Daniel Goldhaber              | 16 de novembro de 2018   | —            | —              |
| 2019 | Glass                                    | M. Night Shyamalan            | 18 de janeiro de 2019    | $20 milhões  | $246,8 milhões |
| 2019 | Happy Death Day 2U                       | Christopher Landon            | 14 de fevereiro de 2019  | $9 milhões   | $64,2 milhões  |
| 2019 | Us                                       | Jordan Peele                  | 22 de março de 2019      | $20 milhões  | $253,9 milhões |
| 2019 | Thriller                                 | Dallas Jackson                | 31 de março de 2019      | —            | —              |
| 2025 | Lobisomem                                | Leigh Whannell                | 16 de maio de 2025       |              |                |

#### Em produção
| Filme                             | Diretor                   |
| --------------------------------- | ------------------------- |
| Boogeyman Pop                     | Brad Michael Elmore       |
| Hurt                              | Sonny Mallhi              |
| The Lie                           | Veena Sud                 |
| Bloodline                         | Henry Jacobson            |
| Relive                            | Jacob Aaron Estes         |
| Sweetheart                        | J.D. Dillard              |
| Adopt a Highway                   | Logan Marshall-Green      |
| The Gallows Act II                | Chris Lofing Travis Cluff |
| Once Upon a Time in Staten Island | James DeMonaco            |
| Spawn                             | Todd McFarlane            |
| You Should Have Left              | David Koepp               |
| Five Nights At Freddys 2          | Emma Tammi                |
| Run Sweetheart Run                | Shana Feste               |

### Curtas-metragens
| Ano  | Curta metrage            | Diretor             |
| ---- | ------------------------ | ------------------- |
| 2013 | Whiplash                 | Damien Chazelle     |
| 2015 | Fifteen: Periscope Movie | Gavin Michael Booth |

### Televisão
| Ano       | Trabalho                        | Criador                                   | Notas              |
| --------- | ------------------------------- | ----------------------------------------- | ------------------ |
| 2012      | The River                       | Oren Peli Michael R. Perry                | Série de televisão |
| 2013      | Stranded                        | —                                         | Série de televisão |
| 2014      | Ascension                       | Damion Black Philip Levens Adrian A. Cruz | Miniserie          |
| 2015      | Eye Candy                       | Christian Taylor                          | Série de televisão |
| 2015–2016 | Hellevator                      | —                                         | Série de televisão |
| 2015      | South of Hell                   | Matt Lambert                              | Série de televisão |
| 2016      | Judgment Day: Prison or Parole? | —                                         | Série de televisão |
| 2016      | 12 Deadly Days                  | Chris Cullari Jennifer Raite              | Minisérie          |
| 2017      | Cold Case Files                 | —                                         | Série de televisão |
| 2018      | Sharp Objects                   | Marti Noxon                               | Miniserie          |
| 2018      | Tremors                         | Andrew Miller                             | Série de televisão |
| 2018      | The Purge                       | James DeMonaco                            | Série de televisão |
| 2018      | Scare Tactics                   | —                                         | Série de televisão |
| 2018      | Ghoul                           | Patrick Graham                            | Minisérie          |
| 2018      | Into the Dark                   | —                                         | Série de televisão |

### Documentários
| Ano  | Documentário                                 | Diretor                   |
| ---- | -------------------------------------------- | ------------------------- |
| 2015 | The Jinx: The Life and Death of Robert Durst | Andrew Jarecki            |
| 2016 | How to Dance in Ohio                         | Alexandra Shiva           |
| 2017 | Election Day: Lens Across America            | Henry Jacobson Emma Tammi |
| 2017 | Alive and Kicking                            | Susan Glatzer             |
| 2018 | This is Home: A Refugee Story                | Alexandra Shiva           |
| 2018 | Bathtubs Over Broadway                       | Dava Whisenant            |

### Livros
| Ano  | Livro                                                            | Autor                       |
| ---- | ---------------------------------------------------------------- | --------------------------- |
| 2015 | The Blumhouse Book of Nightmares: The Haunted City. [S.l.: s.n.] | vários autores              |
| 2016 | The Apartment. [S.l.: s.n.]                                      | S.L. Grey                   |
| 2017 | Feral. [S.l.: s.n.]                                              | James DeMonaco B.K. Evenson |
| 2017 | Meddling Kids. [S.l.: s.n.]                                      | Edgar Cantero               |
| 2017 | Haunted Nights. [S.l.: s.n.]                                     | vários autores              |
| 2018 | This Body's Not Big Enough for Both of Us. [S.l.: s.n.]          | Edgar Cantero               |
| 2018 | Bad Man. [S.l.: s.n.]                                            | Dathan Auerbach             |
| 2018 | Hark! The Herald Angels Scream. [S.l.: s.n.]                     | vários autores              |

#### Histórias em quadrinhos
| Ano  | Quadrinhos | Escritor     | Notas                                     |
| ---- | ---------- | ------------ | ----------------------------------------- |
| 2017 | Sleight#1  | Ryan Parrott | Pre-quadrinho gravado para Sleight (2017) |

### Podcasts
| Ano           | Podcast                      | Host |
| ------------- | ---------------------------- | --- |
| 2016–presente | Shock Waves                  | Rob Galluzzo, Elric Kane Rebekah McKendry, Ryan Turek                                                                 |
| 2018–presente | Post Mortem with Mick Garris | Mick Garris |
| 2018–presente | Fear Initiative              | Clarke Wolfe, Morgan Peter Brown, Cara Mandel, Josh Forbes, Megan Duffy, Jeff Seidman, David Ian McKendry, Rob Schrab |
| 2018–presente | Attack of the Queerwolf!     | Michael Kennedy, M.A. Fortin Nay Bever, Brennan Klein                                                                 |
| 2018–presente | The Oval Office Tapes        | R. J. Cutler |